# Wiener Vorstadttheater

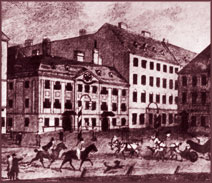
Das Theater in der Leopoldstadt

Wiener Vorstadttheater nennt man die drei privaten Wiener Theater außerhalb der Stadtmauer (der späteren Wiener Ringstraße), die im Zuge der josephinischen „Spektakelfreiheit“ seit 1776 eröffnet wurden und hauptsächlich ein Repertoire von Possen, Melodramen, Singspielen, Pantomimen pflegten, die als Alt-Wiener Volkstheater bekannt wurden. Später wurden dort Operetten aufgeführt.
Sie waren Gegengewicht und Konkurrenz der höfischen Theater (Burgtheater und Kärntnertortheater) und wurden von den mittleren und unteren Gesellschaftsschichten, aber – vor allem zur Zeit des Wiener Kongresses – auch von der Aristokratie besucht. Bis zur Märzrevolution 1848 waren sie vorbildhaft für die bürgerliche Unterhaltungskultur im deutschen Sprachgebiet. Um die Mitte des 19. Jahrhunderts wurden sie allerdings immer teurer, sodass sie zu Vergnügungsstätten der wohlhabenden Bürger avancierten, während das „einfache Volk“ die zahlreichen neu entstehenden Theater und Singspielhallen im Wiener Prater (etwa das Fürst-Theater) und in den Vororten besuchte.
Zu den Vorstadttheatern gehören:
- seit 1781 das Theater in der Leopoldstadt, 1847 als Carltheater neu erbaut, abgerissen 1951
- seit 1787 das Wiedner Theater im Starhembergischen Freihaus (Wieden), ab 1801 im Theater an der Wien.
- seit 1788 das Theater in der Josefstadt